# CrossChannel Fibre
CrossChannel Fibre ist ein privates Telekommunikations-Seekabelsystem, welches im Dezember 2021 in Betrieb genommen wurde und durch den Ärmelkanal verläuft. Es verbindet Frankreich mit dem Vereinigten Königreich und ist im Besitz von Crosslake Fibre. Das CrossChannel-Kabel ermöglichte die erste neue Seekabelverbindung zwischen Frankreich und Großbritannien seit 20 Jahren. Es verbindet die Rechenzentrumsknotenpunkte in Slough und Paris direkt miteinander.
Die Verlegung des Kabels begann am 30. September 2021 in Brighton, am 12. November 2021 erreichte es seinen Landungspunkt an der französischen Atlantikküste. Der Betrieb wurde im Dezember 2021 aufgenommen.  
Das Kabel besitzt eine Länge von knapp 550 km, wovon 149 km durch den Ärmelkanal verlaufen, und hat folgende Landungspunkte:
1. Veules-les-Roses,  Frankreich
2. Brighton,  Vereinigtes Königreich

Das CrossChannel-System ist das zweite Unterwasserkabelsystem, das von Crosslake Fibre entwickelt wurde und betrieben wird. Das System Lake Ontario von Crosslake wurde Ende 2019 in Betrieb genommen.